# Santa Práxedes (Cagayán)
Santa Práxedes es un municipio filipino de quinta categoría perteneciente a  la provincia de Cagayán, en la Región Administrativa de Valle del Cagayán, también denominada Región II. Según el censo de 2020, tiene una población de 4,434 habitantes.

## Geografía
Situado al norte de la provincia, se trata del municipio situado más al oeste. Tiene una extensión de 86.27 km².

### Barangayes
Santa Práxedes  se divide administrativamente en 10 barangayes o barrios, 8 de carácter rural y los dos restantes de carácter urbano.
- Cadongdongan
- Capacuan
- Centro I (Pob.)
- Centro II (Pob.)
- Macatel
- Portabaga
- San Juan
- San Miguel
- Salungsong
- Sicul

## Historia
El nombre del municipio hasta el 20 de junio de 1964 fue el de Langangan.